# RIM-116滾體飛彈

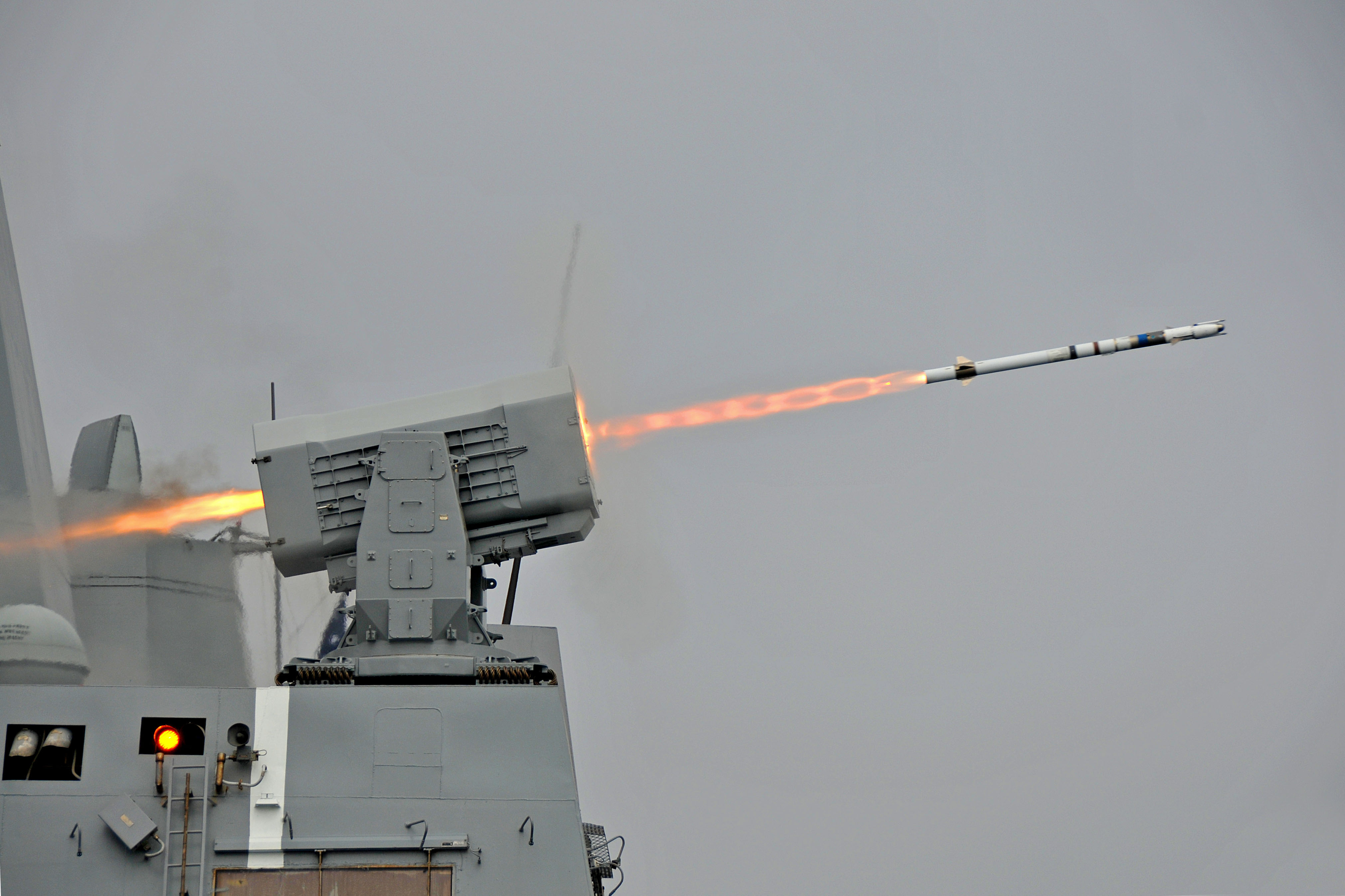
美國海軍聖安東尼奧級兩棲船塢運輸艦新奧爾良號的MK49飛彈發射器發射RIM-116滾體飛彈。

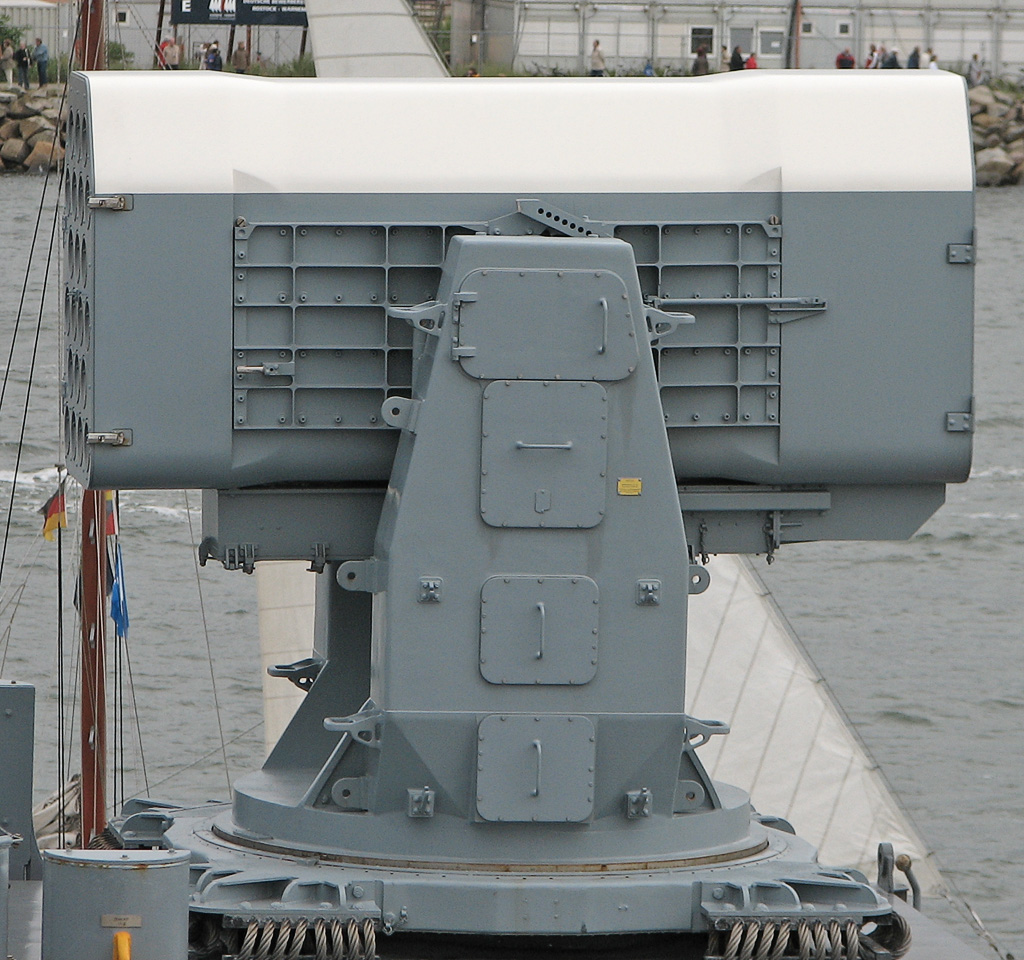
德國海軍布蘭登堡級巡防艦上所裝配的滾體飛彈，包括MK49飛彈發射器、RIM-116滾體飛彈等。

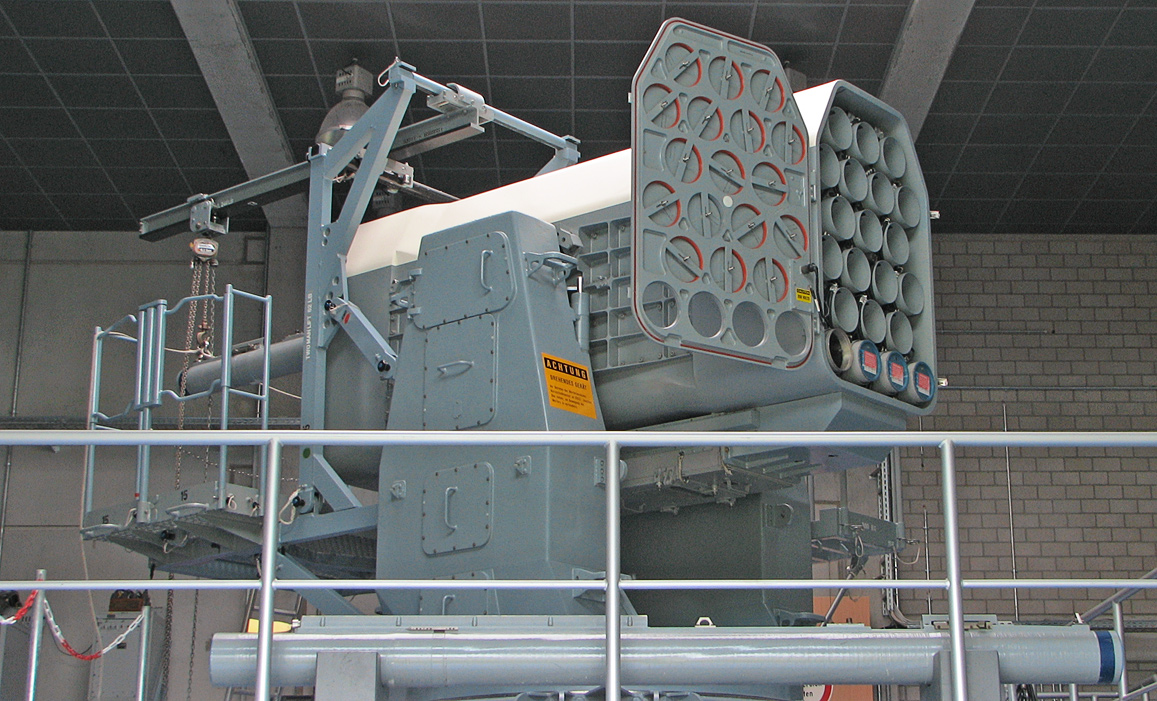
RIM-116滾體飛彈正在由上彈機裝填進MK49發射器。

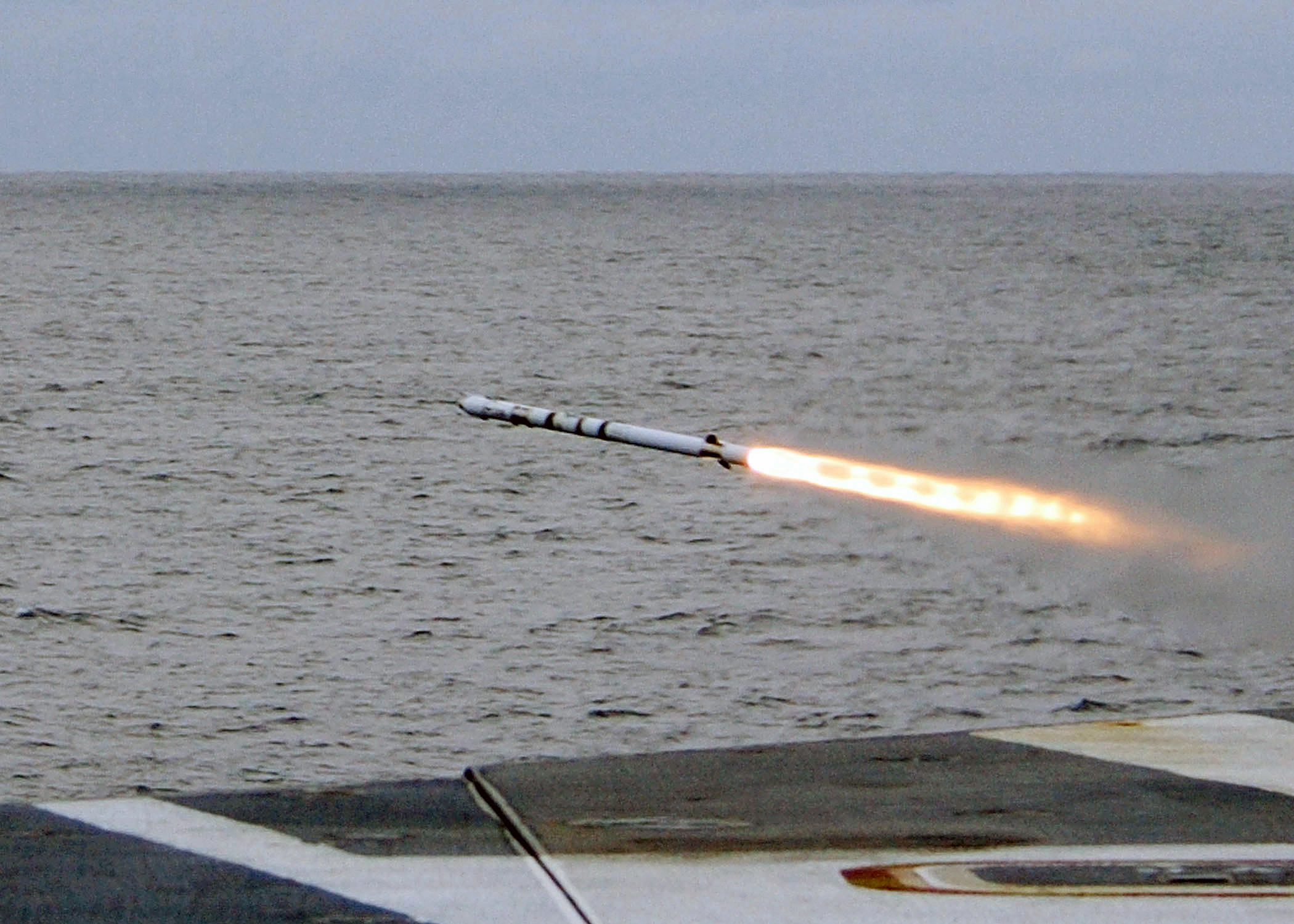
發射後的RIM-116滾體飛彈。

RIM-116滾體飛彈（RIM-116 Rolling Airframe Missile）是一種以紅外線與被動雷達整合導引的輕型、點防禦艦對空飛彈，使用於美國、德國、韓國等國家的軍艦上，用來攔截巡弋飛行型態的反艦飛彈與其他具有威脅性的飛行器。該型飛彈之所以命名為「滾體飛彈」（Rolling Airframe Missile，縮寫RAM），主要是因飛彈在飛行時彈體會不斷滾轉。另外，由於其縮寫「RAM」正好是英文中的白羊與公羊之意，因而又常被誤譯為公羊飛彈，但也因此讓美國軍方使用公羊的圖案作為其標誌。

## 研發歷史
滾體飛彈的作業需求是在1975年5月提出，1977年美國通用動力（General Dynamics，GD）與西德RAM-System GmBH公司簽署工程研發備忘錄，之後1979年時又有丹麥Per Udsen公司加入成為第三位合作夥伴。生產備忘錄於1987年簽署。
1992年8月該公司將戰術飛彈系統的事業部門賣給休斯電子公司（Hughes Electronics），1997年雷神公司（Raytheon）收併休斯電子的防禦部門，也因此取得原來通用動力的飛彈部門，所以公羊飛彈最後是由雷神公司負責。西德方面則是由數家公司共同組成RAM-System GmBH參與研發。
滾體飛彈第一次於1978年試射成功，但是後續的發展非常的不順利。丹麥由原先的發展夥伴關係自行降級為觀察員的身分，稍後並且引入海麻雀飛彈滿足他們的點防禦需求。西德一度考慮退出研發計畫，美國甚至終止整個開發進度，但是稍後又恢復計畫的推動。
滾體飛彈的前30套於1985年生產，並在1992年11月14日於美國海軍的塔拉瓦級兩棲突擊艦的第五艘——貝里琉號——上正式服役，後續美國海軍期望採購1,600枚公羊飛彈與115套發射器，並預計裝設在74艘船艦上。
目前使用國家包括美國部分水面作戰艦艇、25艘德國艦艇、希臘、南韓、埃及等國家。此外，澳大利亞、義大利、荷蘭、挪威、西班牙、土耳其與阿拉伯聯合大公國都表示採購的興趣。

## 系統介紹

### 飛彈
滾體飛彈在研發過程當中為了節省經費，諸多次系統是採用其他現役的裝備。紅外線尋標頭來自FIM-92刺針便攜式防空飛彈，火箭推進段，彈頭與引信來自AIM-9響尾蛇飛彈，為了簡化彈體的飛行控制以及被動雷達導引天線的需要，飛彈在發射的時候彈體會以10Hz的頻率開始旋轉。一般不旋轉的飛彈，在俯仰與偏航兩個軸上都需要有控制面，滾體飛彈藉由彈體的自旋，而只需要一套控制面擔任兩個軸向上的控制，因此在接近飛彈鼻端只有兩具可動的控制面。此外，雷達接收天線也因此能夠簡化為兩具，而非一般的四具。

### 發射系統
負責發射滾體飛彈的MK49型發射器其安裝重量達5,777公斤，並可放置21枚公羊飛彈，不過發射器上沒有感測器，必須與艦上的戰鬥系統整合才能夠攻擊具有威脅性的目標，以美國海軍來說，多半是與AN/SWY-2及船艦自我防禦系統（Ship Self Defense System）等戰鬥系統整合。

## 發展次型

### Block 0型
Block 0型在美國軍方也叫RIM-116A，此型也是公羊飛彈的最原始版，是以AIM-9響尾蛇飛彈為基礎所發展，包括火箭推進器、高爆引信、彈頭等方面都沿用自響尾蛇飛彈。Block 0型發射之後的初始階段是以感應、追蹤來襲威脅物所發出的雷達波來進行飛行導引，到了終端與攔截目標近接時，則改以紅外線尋標器來進行導引，此一尋標器的設計取自FIM-92刺針便攜式防空飛彈。Block 0型在試射時的命中率超過95%。

### Block 1型
Block 1型（RIM-116B）是原有Block 0型的一種強化版，此型追加了紅外線導引能力，以用來攔截沒有發出任何雷達波的來襲飛彈，此外它仍保留與相容原有Block 0型上的終端被動雷達導引能力。

### HAS型
1998年德國與美國共同簽署了一份諒解備忘錄以強化公羊飛彈系統，使其也能攻擊來襲的直昇機、飛機以及表面目標（海面、陸面等平面），HAS一字也由此得名，取自Helicopters、Aircraft、Surface三種目標的頭一個英文字母而成。事實上HAS型的公羊飛彈只不過是原有Block 1型公羊飛彈的升級，所有的Block 1型公羊飛彈只要修改軟體即可升級成HAS型公羊飛彈。

### Block 2型
Block 2型（RIM-116C）是原有Block 1型（RIM-116B）的一種強化版，增加四軸獨立控制執武器系統，增加的火箭發動機能力，改進的被動導引頭和紅外導引頭的升級部件，能更有效地防禦，機動性能日升的反艦飛彈。於2014年起服役並交付美國海軍，並於2015年形成初始作戰能力。2015年-2019年間共採購502枚Block 2型（RIM-116C）。
2018年初，美國國務院批准向墨西哥海軍出售RIM-116 Block II（RIM-116C），裝備改革者級護衛艦。

### 海公羊（SeaRAM）武器系統

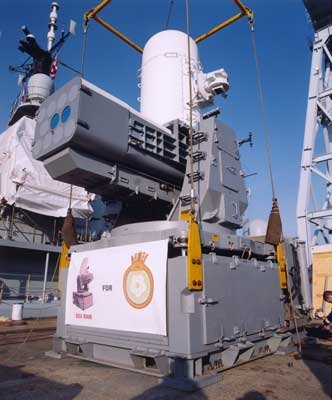
海公羊（SeaRAM）武器系統

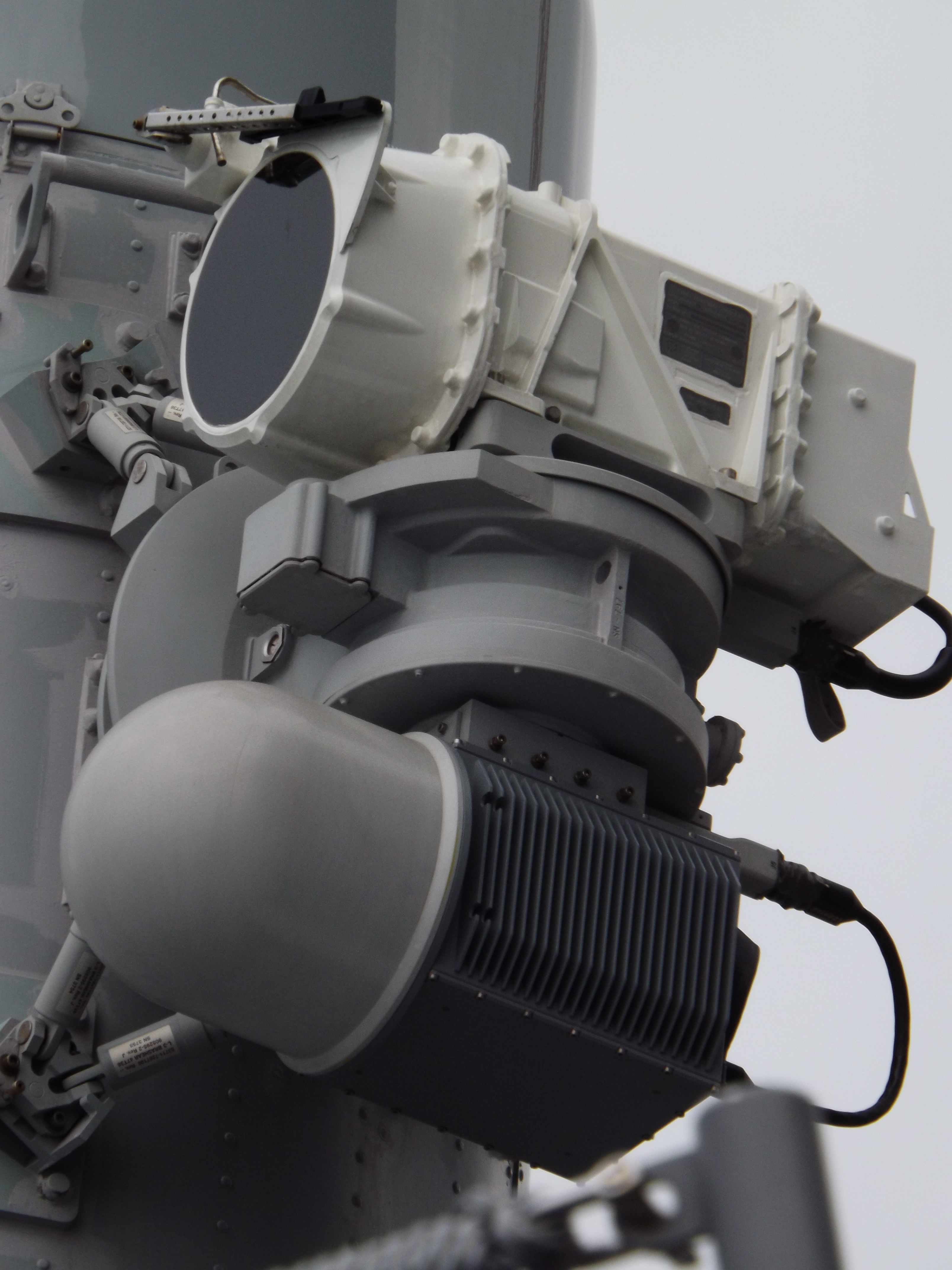
出雲級直升機護衛艦的海公羊（SeaRAM）上的紅外線射控系統

海公羊武器系統（SeaRAM）是由一個11連裝公羊飛彈發射箱與方陣系統的雷達與和光電偵測器所結合的飛彈型近迫武器系統，為一套具有自主性的近迫武器系統，遭遇威脅來襲時可直接迎擊，不需要向其他系統需索更多資料，而適合使用在各種船艦上。舉例來說，補給艦不具備戰鬥系統，無法提供武器系統所需的來襲資料，且感測器、感測系統方面的能力也很有限，適合裝配具高度自主性的海公羊系統。
美國獨立級近岸戰鬥艦裝配了1門海公羊系統。
日本海上自衛隊出雲級直升機護衛艦裝配了2門海公羊系統，最上級護衛艦則裝配了1門。

## 各版本規格
MK-31 Block 0系統
發射轉台：MK-43飛彈發射器
硬殺武器：21枚RIM-116A公羊飛彈
裝設位置：原方陣基座
偵搜支援：需連結支援SSDS或AN/SWY-2（MK-23目標搜尋系統或SQL-32電子作戰系統）
攔截目標：反艦飛彈（主動雷達導引）
MK-31 Block 1系統
發射轉台：MK-43飛彈發射器
硬殺武器：21枚RIM-116B公羊飛彈
裝設位置：原方陣基座
偵搜支援：需連結支援SSDS或AN/SWY-2（MK-23目標搜尋系統或SQL-32電子作戰系統）
攔截目標：反艦飛彈（主動雷達導引）、反艦飛彈（紅外線追熱導引、電眼視訊導引）
MK-31 HAS系統
發射轉台：MK-43飛彈發射器
硬殺武器：21枚RIM-116B公羊飛彈
裝設位置：原方陣基座
偵搜支援：需連結支援SSDS或AN/SWY-2（MK-23目標搜尋系統或SQL-32電子作戰系統）
攔截目標：反艦飛彈（主動雷達導引）、反艦飛彈（紅外線追熱導引、電眼視訊導引）、HAS
MK-15 Mode 31系統
發射轉台：MK-16發射轉台（原方陣基座上的轉台）
硬殺武器：11枚RIM-116B公羊飛彈
裝設位置：原方陣基座
偵搜支援：不需支援；沿用原方陣Block 1B的雷達光電、搜尋、追蹤感測系統
攔截目標：反艦飛彈（主動雷達導引）、反艦飛彈（紅外線追熱導引、電眼視訊導引）、HAS

## 使用者

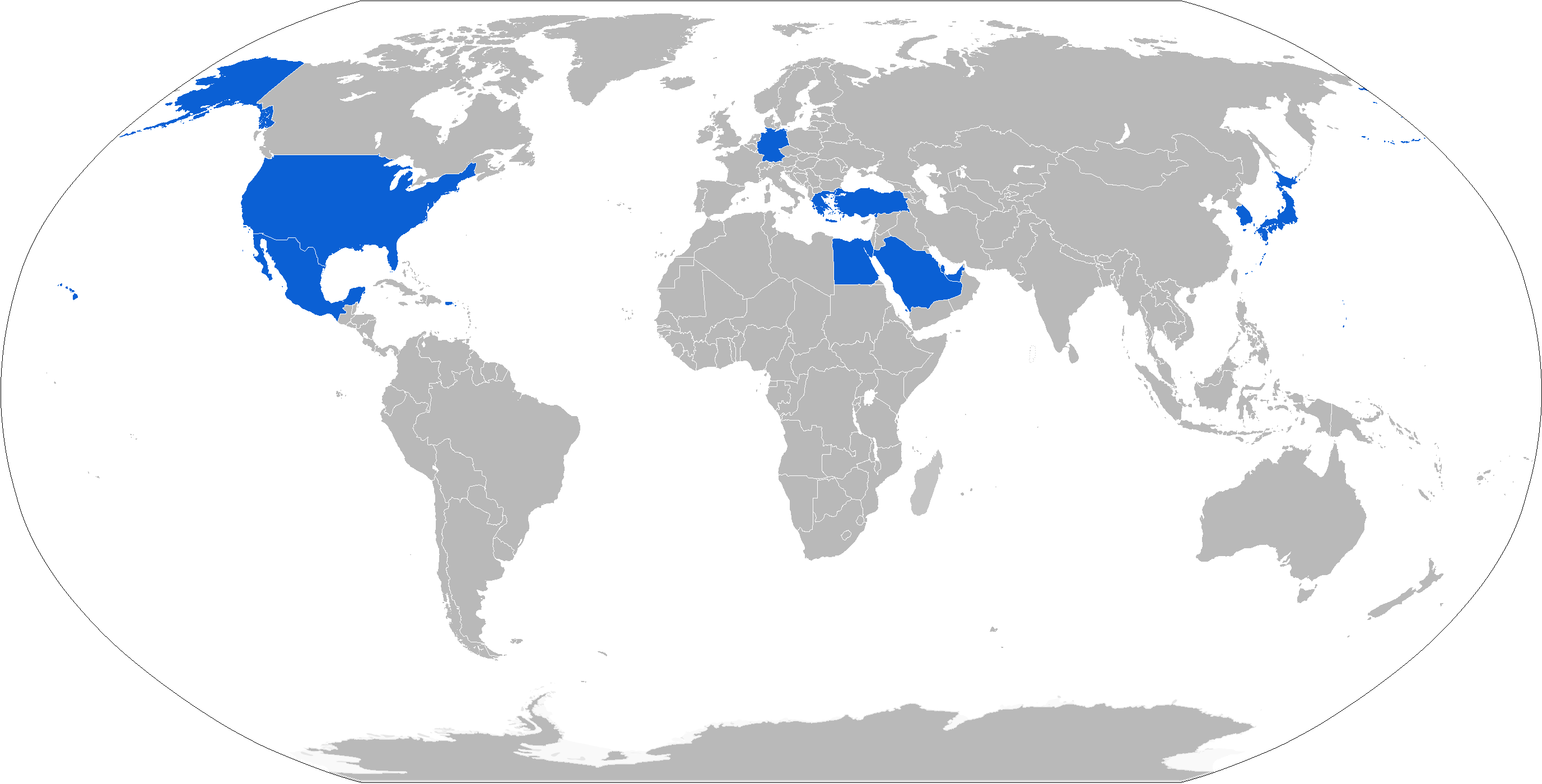
RIM-116滾體飛彈 的使用國

德国
- 德國聯邦國防軍海軍

 日本
- 日本海上自衛隊[5]

 美国
- 美國海軍

 大韓民國
- 韓國海軍

 希腊
 沙烏地阿拉伯
 土耳其
 阿联酋
 埃及
 墨西哥

## 外部連結
- RIM-116 RAM Rolling Airframe Missile（页面存档备份，存于） @ GlobalSecurity.org（英文）
- RIM-116 RAM - Rolling Airframe Missile @ waffenHQ.de（德文）
- RIM-116 Rolling Airframe Missile System（页面存档备份，存于）
- Raytheon (General Dynamics) RIM-116 RAM（页面存档备份，存于）